# Новоараповка
 Новоараповка  — деревня Никольского района Пензенской области. Входит в состав Ночкинского сельсовета.

## География
Находится в северо-восточной части Пензенской области на расстоянии приблизительно 19 км на север по прямой от районного центра города Никольск на левом берегу Инзы.

## История
Поселена в XIX веке, вероятно, помещиком Беклемишевым. В 1884 году сельцо Ново-Араповка, Беклемишевка тож, Аргашской волости Карсунского уезда Симбирской губернии, 36 дворов. В 1955 году работал колхоз «Трудовой путь». В 2004 году- 87 хозяйств.

## Население
Численность населения: 180 человек (1859 год), 292 (1884), 614 (1959), 379 (1979), 389 (1989), 188 (1996). Население составляло 115 человек (русские 100 %) в 2002 году, 70 в 2010.